# Tagawa
Pour les articles homonymes, voir Tagawa (homonymie).
Tagawa (田川市, Tagawa-shi) est une ville située dans la préfecture de Fukuoka, sur l'île de Kyūshū, au Japon.

## Géographie

### Situation
Tagawa est située dans le centre de la préfecture de Fukuoka

### Démographie
Lors du recensement national de 2010, la ville de Tagawa avait une population de 49 515 habitants répartis sur une superficie de 54,52 km2 (densité de population de 908 hab./km2). En avril 2020, la population s'élevait à 47 209 habitants.

## Histoire
La ville moderne de Tagawa a été fondée le 3 novembre 1943.

## Transports
Tagawa est desservie par les routes nationales 201 et 322.
La ville est desservies par les lignes Gotōji et Hitahikosan de la JR Kyushu, ainsi que par la compagnie privée Heisei Chikuho Railway. Les gares de  Tagawa-Ita et Tagawa-Gotōji sont les principales gares de la ville.